# Мерехтлива правда
«Мерехтлива правда» (англ. A Flickering Truth) — новозеландський документальний фільм, знятий П'єтрою Бретткеллі. Світова прем'єра стрічки відбулась 5 вересня 2015 року на Венеційському міжнародному кінофестивалі. Фільм розповідає про трьох афганців, які займаються відновленням більше 8000 годин кіноматеріалу, котрі їм вдалося врятувати від Талібану. Таким чином вони намагаються відновити пам'ять про історію та культуру їх народу.
Фільм був висунутий Новою Зеландією на премію «Оскар» за найкращий фільм іноземною мовою.

## У ролях
- Ібрегім Аріф
- Махмуд Гафурі
- Ісаак Юсіф

## Визнання
| Нагороди та номінації фільму «Мерехтлива правда» | Нагороди та номінації фільму «Мерехтлива правда» | Нагороди та номінації фільму «Мерехтлива правда» | Нагороди та номінації фільму «Мерехтлива правда» | Нагороди та номінації фільму «Мерехтлива правда» | Нагороди та номінації фільму «Мерехтлива правда» |
| Рік                                              | Кінопремія / Кінофестиваль                       | Категорія / Нагорода                             | Номінант                                         | Результат                                        |                                                  |
| ------------------------------------------------ | ------------------------------------------------ | ------------------------------------------------ | ------------------------------------------------ | ------------------------------------------------ | ------------------------------------------------ |
| 2016                                             | Бергенський міжнародний кінофестиваль            | Найкращий документальний фільм                   | «Мерехтлива правда»                              | Спеціальна згадка                                |                                                  |
| 2016                                             | Венеційський кінофестиваль                       | Найкращий фільм про кіно                         | «Мерехтлива правда»                              | Номінація                                        |                                                  |
| 2016                                             | Кінофестиваль DocAviv                            | Найкращий фільм                                  | «Мерехтлива правда»                              | Номінація                                        |                                                  |